# Mellby, Hässleholms kommun
Mellby (även Norra Mellby) är kyrkbyn i Norra Mellby socken i Hässleholms kommun i Skåne belägen nordost om Sösdala och söder om Hässleholm.  Mellby klassades som småort av SCB till och med år 2005. Från 2015 avgränsas här åter en småort.
Här finns Norra Mellby kyrka och Norra Mellby prästgård.

## Befolkningsutveckling

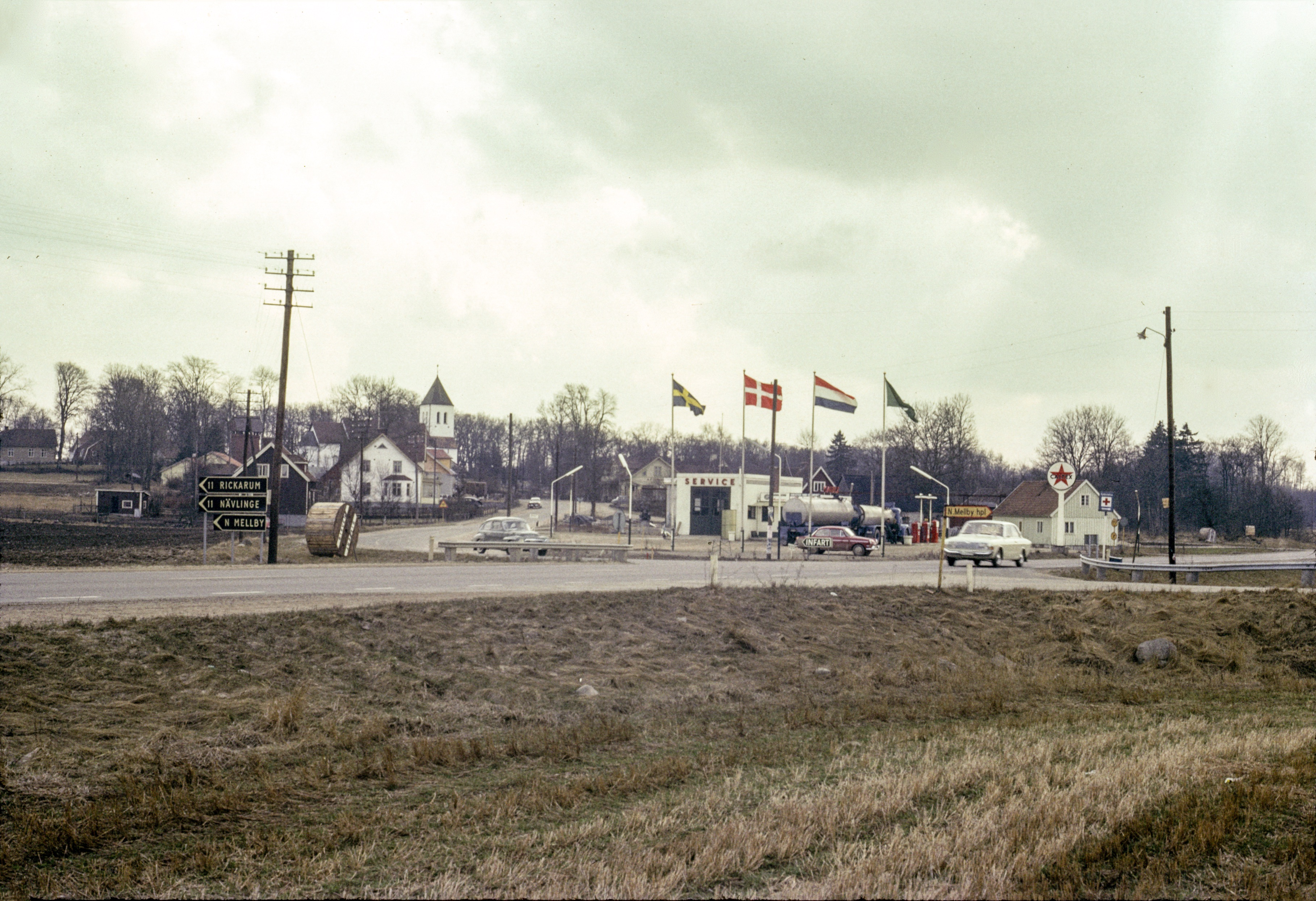
Norra Mellby 1965

| Befolkningsutvecklingen i Mellby 1995–2015                                   | Befolkningsutvecklingen i Mellby 1995–2015 | Befolkningsutvecklingen i Mellby 1995–2015 | Befolkningsutvecklingen i Mellby 1995–2015 | Befolkningsutvecklingen i Mellby 1995–2015 |
| ---------------------------------------------------------------------------- | ------------------------------------------ | ------------------------------------------ | ------------------------------------------ | ------------------------------------------ |
|                                                                              |                                            |                                            |                                            |                                            |
| År                                                                           |                                            |                                            | Folkmängd                                  | Areal (ha)                                 |
| 1995                                                                         | 1995                                       |                                            | 51                                         | 16#                                        |
| 2000                                                                         | 2000                                       |                                            | 52                                         | 16#                                        |
| 2005                                                                         | 2005                                       |                                            | 55                                         | 16#                                        |
| 2015                                                                         | 2015                                       |                                            | 62                                         | 30#                                        |
| Anm.: Ny småort 1995, ej längre småort 2010. Åter småort 2015. # Som småort. |                                            |                                            |                                            |                                            |